# Casa Bertran (l'Arboç)
La casa Bertran és un edifici de l'Arboç protegit com a bé cultural d'interès local.

## Descripció
És un edifici d'enormes dimensions que ocupa el xamfrà del carrer Major i la Rambla Gener, i s'estén per una part del carrer Rafael Casanovas. En aquest carrer podem veure una glorieta d'obertures amb llinda i barana de pedra. La resta de l'edifici està format per tres plantes separades per cornises. Els baixos presenten una sèrie de finestres quadrades i, a la banda del carrer Major, tres portalades (la del banc, els supermercat i l'habitatge) juntament amb una sèrie de finestres geminades amb barana i trencaaigües horitzontal.
La part del carrer Major presenta petites diferències: cinc balcons amb barana de ferro forjat. Les golfes consten d'unes petites finestres quadrades disposades en forma geminada (part de la Rambla) i unes de rectangulars (carrer Major).
Tot l'edifici és rematat per una cornisa i una barana de pedra i pinacles en forma de bola. La façana és decorada amb carreus dibuixats.

## Història
Se sap que en el segle xiv, quan l'Arboç construí les seves muralles, un dels seus portals era el del Raval, i és precisament aquí on trobem emplaçat l'edifici. Més endavant (1808) l'Arboç fou un nucli de resistència davant els francesos, i aquest edifici en fou el centre. El 9 i 10 de juny, havent-se concentrat a la vila una munió de sometents que pretenien barrar el pas de les tropes franceses comandades pel general Chabran, s'establí un dur combat. Els sometents foren ajudats per un 300 soldats suïssos de pas cap a Tarragona. En no poder fer front als invasors, la resistència fugí i els francesos cremaren la vila. A principis de segle xx, l'edifici era conegut com a Cal Pere Vint; més tard fou del sr. Marrugat; i després passà a ser de J. Bertran, qui el restaurà. Més endavant fou partit en herència i venut en part. Només hi viu una de les filles, que ocupa l'anomenada casa petita. La resta és ocupada pel banc i per un supermercat, propietat del sr. Lum.